# 233383 Assisneto
233383 Assisneto este un asteroid din centura principală de asteroizi.

## Descriere
233383 Assisneto este un asteroid din centura principală de asteroizi. A fost descoperit pe 4 martie 2006 la Nogales de Jean-Claude Merlin. Asteroidul prezintă o orbită caracterizată de o semiaxă mare de 2,58 ua, o excentricitate de 0,19 și o înclinație de 5,5° în raport cu ecliptica.